# Windmolenknooppunt

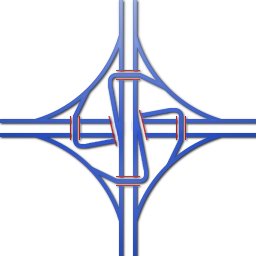
Schematische weergave van een windmolenknooppunt

Een windmolenknooppunt is een ongelijkvloers knooppunt. Dit type wordt niet vaak toegepast vanwege de krappe boogstralen in vergelijking met een turbineknooppunt. Dit knooppunt is anderzijds wel goedkoper dan een turbineknooppunt vanwege het kleiner aantal kunstwerken. Het is dan ook het goedkoopste alternatief voor een klaverblad waarbij het probleem van de weefvakken vermeden wordt. Een combinatie met een half klaverblad is ook mogelijk.
Het enige voorbeeld van een windmolenknooppunt in Nederland was knooppunt Vaanplein. In verband met de aanleg van de Betuweroute is het knooppunt veranderd in een combinatie van een windmolenknooppunt, een sterknooppunt en een trompetknooppunt.

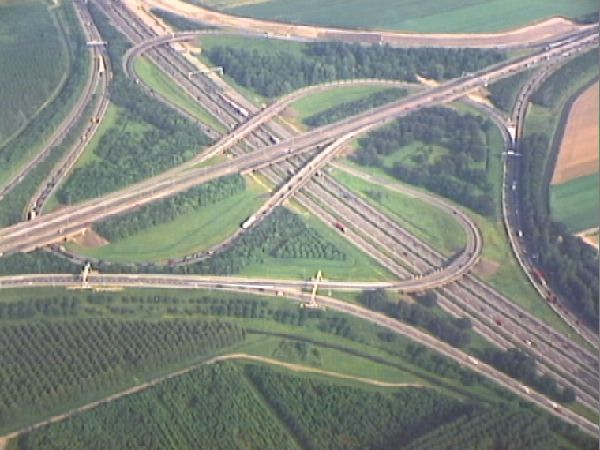
Knooppunt Vaanplein anno 1997, foto van Rijkswaterstaat

Sinds 2017 heeft knooppunt Beekbergen een windmolenlus.